# Дорога життя
Дорога життя — за часів німецько-радянської війни єдина транспортна магістраль через Ладозьке озеро. У періоди навігації — водою, узимку — кригою. З 12 вересня 1941 до січня 1944 року пов'язувала блокадний Ленінград з рештою країни. Автошлях, прокладений кригою, часто називається Крижаною дорогою життя (офіційно — Військово-автомобільна дорога № 101 (№ 102)). Біля маяка Осиновець існує також музей «Дорога життя».

## Історія
В результаті невдалого для СРСР початку війни та подальших боїв, війська Німеччини та Фінляндії на початку вересня 1941 року оточили радянські війська, що захищали Ленінград. Окрім військ у кільці блокади опинилось усе цивільне населення міста. Для їх забезпечення слід було організувати доставку вантажів, що можна було здійснити або за допомогою авіації, або завозити вантажі водою — через Ладозьке озеро на контрольоване блокованими радянськими військами узбережжі Ладоги. Авіаміст у Ленінград було налаштовано, але він не міг цілком задовольнити потреби у перевезеннях. Почалось освоєння водного маршруту.
У мирний час основне транспортне сполучення Ленінграда з рештою країни відбувалось за допомогою залізничного транспорту та внутрішнього водного. Водою переважне число перевезень здійснювалось Північно-Західним річковим пароплавством. До війни воно мало 232 буксирних судна загальною потужністю 35,6 тисяч кВт і 960 несамохідних плавзасобів загальною вантажопідйомністю 420 тисяч тонн, а також 39 вантажопасажирських і 28 службово-допоміжних суден загальною потужністю 5,5 тисяч кВт. Вантажообіг пароплавства 1940 року склав 1214 млн тонно-кілометрів, було перевезено 6 804 тисяч тонн вантажів. Після початку війни пароплавство передало до відомства військових органів 25% вантажопасажирських і 28% буксирних суден, 33% суховантажних і 35% нафтоналивних барж. Окрім того до початку блокади до центральних і північних басейнів країни пішло з вантажами близько 150 пароплавів і 350 барж пароплавства.
Евакуація жителів міста й обладнання почалась задовго до початку блокади: з 29 червня 1941 року почалась евакуація залізничним транспортом, а з 4 липня почали надходити розпорядження з евакуації обладнання різних підприємств річковим транспортом. 15 серпня Рада з евакуації при Раді народних комісарів СРСР розпорядився вивезти річковим транспортом 20 тисяч осіб, 27 серпня комісія з евакуації вимагала щоденної подачі 20 барж для перевезення людей. 30 серпня Державний комітет оборони ухвалив постанову «Про транспортування вантажів для Ленінграда», де йшлося про щоденні відправлення до Ленінграда 13 барж від пристані у Лодєйному Полі й 7 барж від пристані Волхова. Утім того ж дня німецькі війська вийшли до Неви, перерізавши шлях прямого водного постачання міста з рештою країни, також була захоплена залізнична станція Мга — тим самим місто було відрізано від останньої залізниці, що пов'язувала його з країною. До того моменту з Ленінграда було вивезено річковим транспортом 70 тисяч тонн вантажів і 24 тисячі ленінградців, усіма видами транспорту було евакуйовано 489 тисяч осіб. Після втрати Неви як комунікації, вантажі з Лодєйного Поля й Волхва було вирішено приймати у Шліссельбурзі, звідки їх доставляти до Ленінграда залізницею на протилежному березі Неви. До падіння 8 вересня Шліссельбурга до нього прийшло 7 барж, які доставили 1160 тонн продовольства й 1276 тонн боєприпасів, у зворотному напрямку евакуйовувалось населення. Під час падіння міста було втрачено, серед іншого, 16 самохідних плавзасобів загальною потужністю 1533 кВт. Захоплення Шліссельбурга прийнято вважати початком блокади Ленінграда. Тим часом фінські війська до середини вересня вийшли до Свірі на, перерізавши тим самим Кіровську залізницю та Волго-Балтійський водний шлях. Шлях Вологда — Череповець — Волхов залишився єдиною залізницею, якою відбувалось постачання до блокованого Ленінграда, звідки починалась дорога життя через Ладогу.

## Навігація осені 1941 року

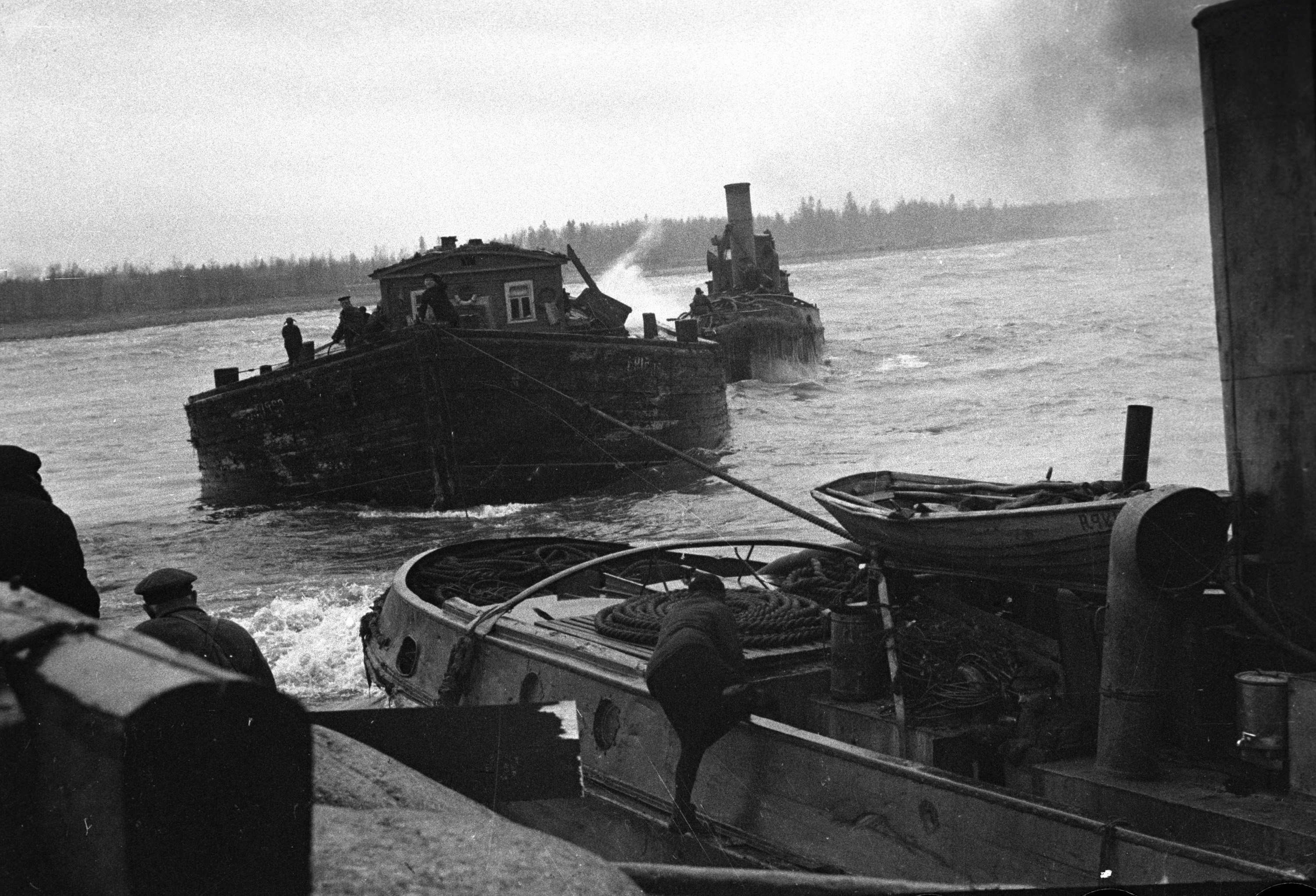
Буксир веде Ладогою баржу. Вересень 1942

Для постачання Ленінграда, окрім авіації, залишалась можливість доставки вантажів водним транспортом — через Ладогу на необлаштоване південно-західне узбережжя, яке утримували оточені війська. Від Ленінграда до узбережжя Ладоги існувала як залізниця, так і автомобільна дорога, але для прийому значного числа вантажів необхідно було розширити прибережні залізничні станції, збудувати причали та прорити до них підхідні фарватери.
Для прийому суден було обрано: бухту Осиновець за 1,5 км від залізничної станції Ладозьке Озеро, бухта Гольцмана та бухта Мор'я. На будівництві портів було задіяно чотири драги. До кінця вересня було збудовано склади, вузькоколійну залізницю, що поєднувала причали з основною залізницею, 2 причали в Осиновці, 2 причали у гавані Гольцмана й захисну дамбу у бухті Мор'я.
Перші баржі з вантажами почали прибувати в Осиновець починаючи з 12 вересня. Під час перевезення вантажів деяке число барж було втрачено в результаті штормів на Ладозі. 17 й 18 вересня потонули баржі, що перевозили людей. Після тих випадків перевезення людей баржами припинилось, перевозить їх почали тільки самохідними суднами. На судна також здійснювались атаки авіацією противника, так 4 листопада авіабомба влучила у сторожовий корабель «Конструктор», в результаті чого загинули близько 200 осіб. У зв'язку з погіршенням ситуації на тихвінському напрямку, починаючи з 23 жовтня упродовж двох тижнів з Ленінграда через Ладогу на суднах і літаках було перекинуто на небезпечні напрямки особовий склад і спорядження 44-ї та 191-ї стрілецьких дивізій, а також 6-ї бригади морської піхоти. З тієї причини, що Волхов замерзає значно раніше за Ладогу, наприкінці жовтня було прийнято рішення перевезти вантажі з Гостинополля, що до того ж опинилось неподалік від лінії фронту, до Нової Ладоги.
22 листопада почала діяти автомобільна крижана дорога, але окремі судна продовжували доставляти вантажі до 4 грудня. Разом за першу навігацію до Ленінграда водним транспортом було перевезено 60 тисяч тонн вантажів, з них 45 тисяч тонн продовольства. У зворотному напрямку відправлено 10,3 тисяч тонн вантажів, евакуйовано 33 тисячі ленінградців і перевезено близько 20 тисяч військовослужбовців. Від дій противника та в результаті штормів потонуло 5 буксирів і 46 барж. З 1 жовтня 1941 року споживання продовольства військами та населенням міста, що перебували у кільці оточення, було обмежено постановою Військової ради.
Після того як були перерізані всі залізниці й автошляхи, що вели до міста, Ленінград втратив усі дротові лінії зв'язку (вони проходили уздовж доріг), що поєднували його з країною. Для налагодження дротового зв'язку з оточеним містом дном Шліссельбурзької губи Ладозького озера починаючи з березня 1941 року тричі прокладались кабелі. Але кожного разу зв'язок працював тільки кілька днів, поки 29 жовтня не було прокладено морський броньований підводний кабель, що забезпечив надійний зв'язок з містом. Влітку 1942 року через Ладогу було прокладено ще один кабель зв'язку.

## Авіаційне постачання
Доставка вантажів також здійснювалась авіатранспортом за допомогою повітряного моста. З появою першої криги на Ладозі й до початку повноцінної роботи крижаної траси авіапостачання міста складало значну частину від всього вантажопотоку. Організаційних заходів щодо встановлення масових повітряних перевезень до міста в облозі керівництво Ленінградського фронту й міста вживало з початку вересня. Для налагодження повітряного зв'язку з країною 13 вересня 1941 року Військова рада Ленінградського фронту прийняла постанову «Про організацію транспортного повітряного зв'язку між Москвою та Ленінградом». 20 вересня 1941 року Для перевезень почала використовуватись Особлива північна авіагрупа цивільного флоту, що базувалась у Ленінграді, а також включений до її складу Особливий Балтійський авіаційний загін. Також виділялись три ескадрильї Московської авіагрупи особливого призначення (МАГОП) у складі 30 літаків Лі-2, що здійснили перший рейс до Ленінграда 16 вересня. Пізніше було збільшено число підрозділів, що брали участь в авіапостачанні, також для перевезень використовувались важкі бомбардувальники. Як основну тилову базу, куди залізницею завозились вантажі та звідки вони розподілялись за найближчими аеродромами для відправки в Ленінград, було обрано населений пункт Хвойна на сході Ленінградської області. Для приймання літаків у Ленінграді було обрано Комендантський аеродром та аеродром Смольне. У листопаді до 26 літаків ПС-84 було додано 24 таких же літаки та 10 ТБ-3.

## Дорога взимку 1941–1942 років
У жовтні почались роботи з підготовки до будівництва крижаної траси через Ладозьке озеро. Дорога повинна була бути 10 м завширшки для двостороннього руху транспорту, кожні 5 км мали бути споруджені поживно-обігрівні пункти. Для експлуатації та охорони дороги й перевалочних баз створювалось Управління дороги на чолі з інженером першого рангу Василем Монаховим, що підпорядковувалось начальнику тилу фронту. 26 листопада крижана дорога отримала назву військово-автомобільної дороги № 101. 7 грудня начальником дороги був призначений капітан 2-го рангу Михайло Нефедов. За рахунок тилу 54-ї армії до 22 листопада було наказано організувати шляхи підвезення трасою Нова Ладога — Чорноушево — Льомасар — Кобона з відкриттям перевалочних баз на залізничних станціях Войбокало та Жихарєво, а також забезпечити підвезення вантажів до перевалочних баз у Кобоні й Лаврово. За доставку вантажів до східного берега озера відповідав уповноважений Ленінградського фронту Афанасій Шилов.

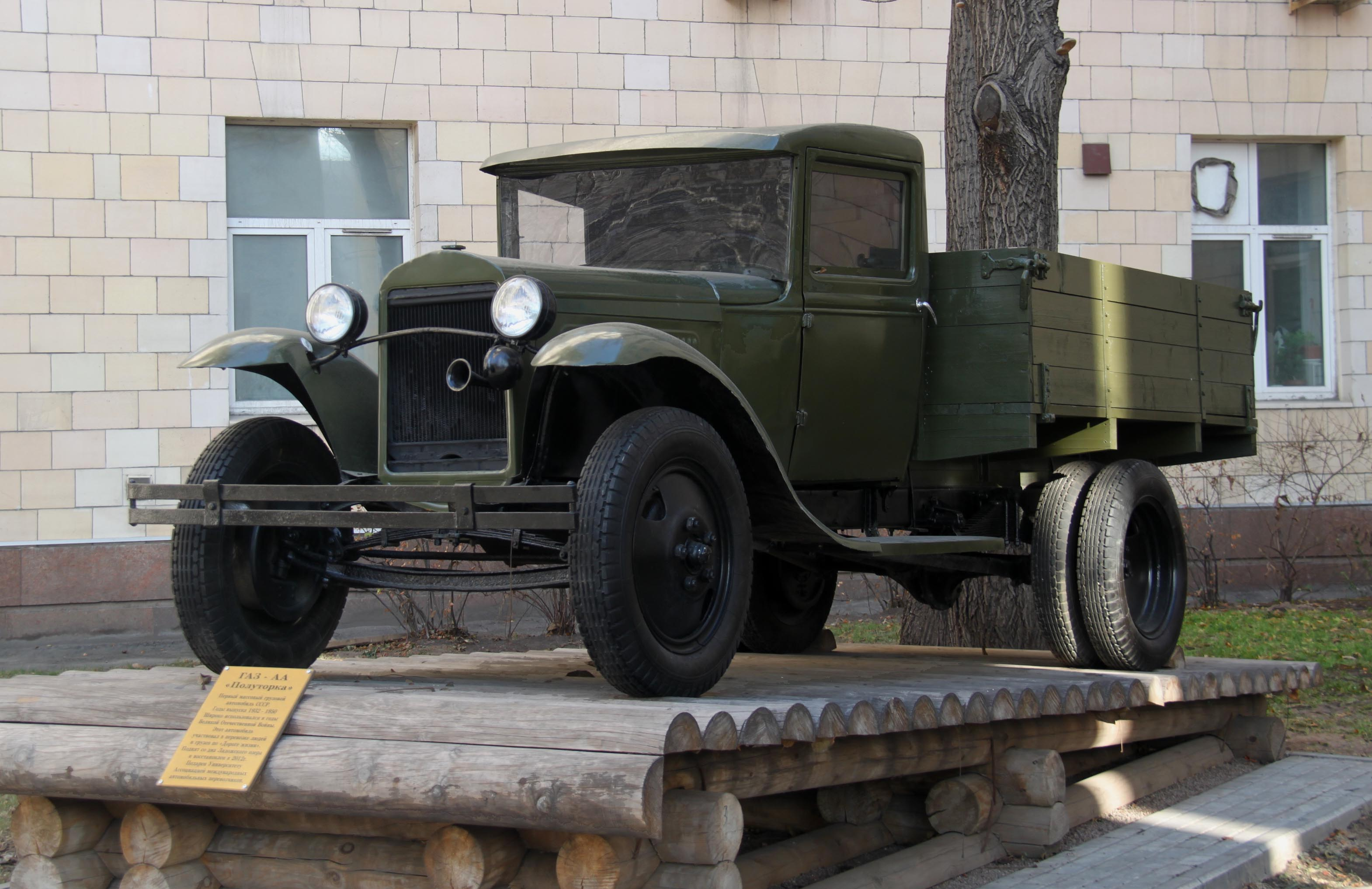
Піднятий з дна Ладозького озера ГАЗ-АА — «Полуторка». Основний автомобіль на перевезеннях «дорогою життя»

Вранці 20 листопада на східний берег Ладоги з Вагановського спуску біля села Коккорево було відряджено батальйон кінно-транспортного полку нещодавно сформованого Ленінградським фронтом. Батальйон був кінно-санним обозом з 350 екіпажів. Наступного дня було здійснено кілька вдалих спроб перетнути озеро порожніми машинами ГАЗ-АА. З 22 листопада Ладогою почали курсувати автомобільні колони. У листопаді трасою доставлялось у середньому понад 100 тонн вантажів на добу, до кінця грудня — близько 1000 тонн.
Під час прокладення крижаної дороги з'ясувалось, що для такого «крижаного мосту» згубним є явище резонансу. Бували випадки, коли важка вантажівка, що йшла кригою, нормально долала маршрут, утім легка машина з людьми, що йшла тим самим маршрутом, за певної швидкості могла провалитись під кригу. Такий прояв резонансу отримав назву вигинно-гравітаційної хвилі, а для автівок було встановлено певну швидкість, щоб уникнути негараздів.
На початку листопада 1941 року німецькі війська захопили місто Тихвін, що перерізало останню залізницю, що вела до баз постачання на східному березі Ладоги — у Войбокало та інших станціях. У грудні РСЧА відвоювала залізницю та, до кінця місяця, після її відновлення, відновився і рух на Волхов. До того часу базами постачання Ленінграда стали станції Забор'є та Подбров'є віддалені від східного берега Шліссельбурзької губи на 200 км по прямій. Для їхнього зв'язку з Кобоною необхідно було збудувати дорогу, й 24 листопада вийшла відповідна постанова Військової ради Ленінградського фронту. Дорога довжиною 308 км отримала назву військово-автомобільна дорога № 102, її начальником став Шилов.
Після контрнаступу радянських військ під Тихвіном і звільнення залізниці Волхов — Череповець 20 грудня перевалочну базу було перенесено до Тихвіна. З кінця грудня для перевезень почала використовуватись залізниця на ділянці Колчаново — Жихарєво. Прямі залізничні перевезення з Тихвіна до Жихарєва були неможливими через зруйновані залізничні мости на звільненій території. До Ленінграда вантажі з Тихвіна прямували спочатку автотранспортом до станції Колчаново, потім до станцій Войбокало або Жихарєво — залізницею, звідти через Лаврово й далі крижаною дорогою автомашинами та гужовим транспортом до Осиновця, а з Осиновця залізницею до Ленінграда.
Траса через Ладогу до 15 грудня проходила за напрямком Коккорево — банка Астреччя — острови Зеленці — Кобона. Через слабкість криги у початковий період експлуатації дороги її маршрут доводилось часто змінювати. На крижаній дорозі було встановлено двосторонній роздільний рух, смуги при цьому розміщувались на відстані 100–150 м одна від одної. Для попередження провалів під кригу одразу кількох машин, дистанція між ними у колоні була не меншою за 100 м. Дорогу обслуговували 350 регулювальників. Уздовж крижаної дороги була прокладена повітряна лінія зв'язку на вморожених у кригу стовпах.
11 січня 1942 року Державний комітет оборони доручив Наркомату шляхів сполучення за місяць збудувати залізницю довжиною 40 км від станції Войбокало до закінчення Каредзької піщаної коси. Від станції Коса була прокладена нова крижана дорога до Осиновця, що стала недосяжною для артилерійських обстрілів противника. 1 березня до складу ВАД 102 увійшли дві дороги, що поєднували Ленінград з Ладозьким озером. Однією — через Борисову Гриву, Лепсарі, Приютіно, Ржевку автотранспорт рухався на Ленінград, іншою — через Ржевку, Романовку, Пробу, Іриновку — з міста.

### Охорона дороги
Автотраса, що забезпечувала блокований Ленінград, розміщувалась не так далеко від лінії фронту, тому її охороняли військові підрозділи. Станом на 8 грудня 1941 року автодорогу Ваганово — Забор'я захищав окремий полк охорони, згодом перейменований на 284 стрілецький полк. Уздовж крижаної дороги, кожні 3 км встановлювались гармати дрібнокаліберної зенітної артилерії, а кожні 1-1,5 км попарно ставились зенітні кулемети. Для захисту траси з повітря у січні було задіяно шість винищувальних авіаполків .

### Обсяги перевезень
|                            | листопад, грудень 1941 | січень 1942 | лютий | березень | квітень |
| доставлено вантажів тис. т | 16,5                   | 53          | 86    | 118      | 87      |
| евакуйовано тис. чол.      | не менше 24            | 11          | 117   | 222      | 163     |

## Навігація 1942 року
Для навігації 1942 року було розпочато будівництво барж на місці. Дерев'яні баржі будувались у Сясьстрої, де на території целюлозно-паперового комбінату була влаштована верф. За 1942 рік вона виготовила 31 баржу. У Ленінграді будувались металеві баржі, разом 1942 було збудовано 14 металічних барж. Також ленінградські заводи збудували 118 металевих тендерів. Для захисту від нападів авіації противника на всіх озерних буксирах були встановлені 45 мм зенітні гармати, а на озерних баржах по два 12,7 мм кулемети ДШК. Також було прийнято рішення про відкриття ще однієї більш короткої водної траси Кабона — Осиновець довжиною 29 км. Для цього 8 березня почалось будівництво порту на косі Кереджі поблизу з Кабоною. До серпня у порту діяли 11 пірсів. Були розширені порти в Осиновці, Новій Ладозі та Гостинополлі, установлювались засоби механізації.

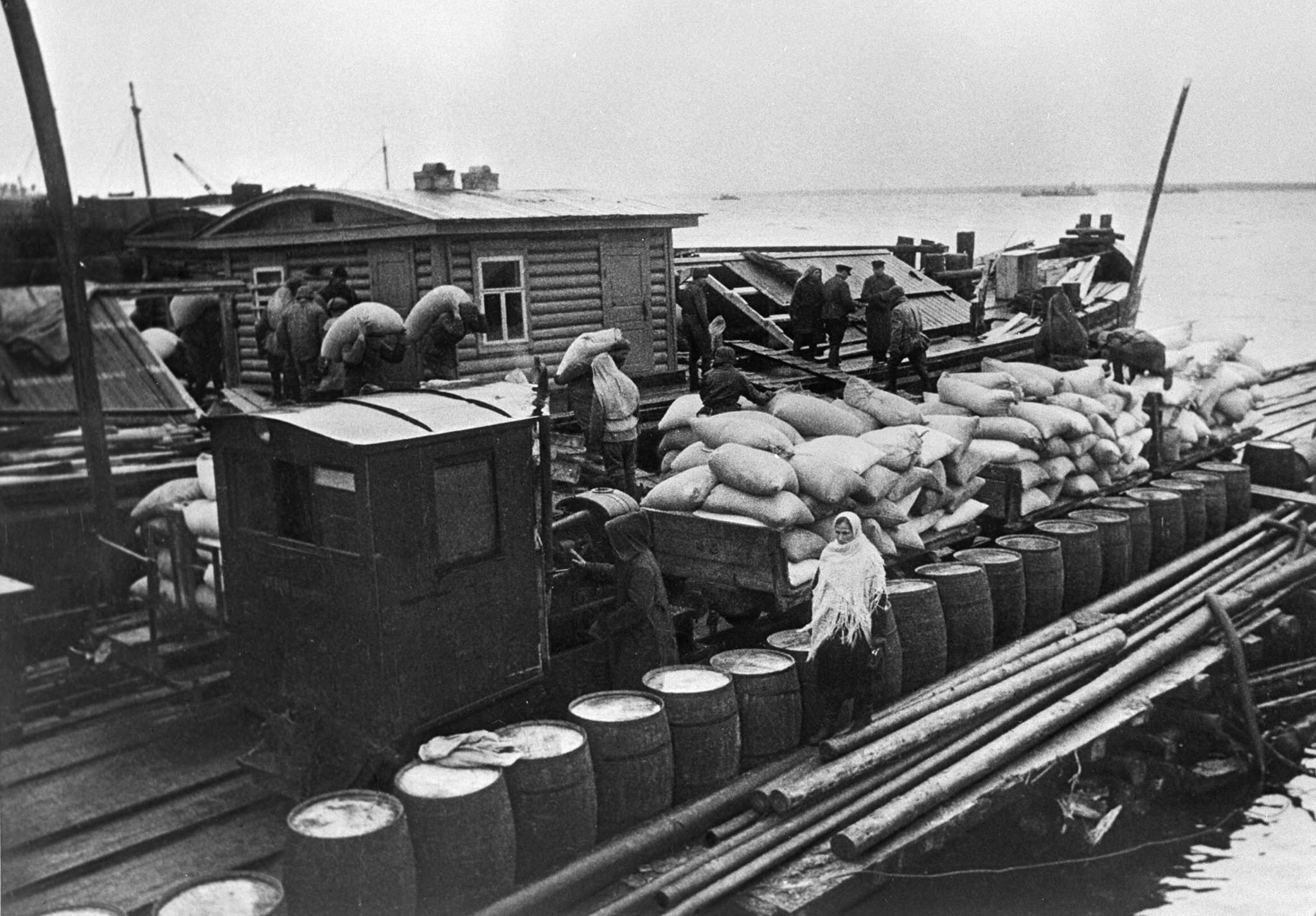
Перевантаження продовольства з баржі на вузькоколійну залізницю на причалі, вересень 1942

1942 року для евакуації в тил залізничного рухомого складу, що у Ленінграді не використовувався, й доставки вантажів у місто прямо у вагонах без перевантаження, була влаштована поромна переправа. 2 жовтня почав діяти канал, що поєднав Ладогу й Новоладозький канал. Тривала й евакуація населення. Масова евакуація завершилась у середині серпня, а остаточне вивезення населення припинилось 1 листопада. У зв'язку з початком кригоутворення на Ладозі 8 листопада почали використовуватись тендери. Навігація завершилась 25 листопада, хоча судна ладозької флотилії ще здійснювали окремі рейси до 8 січня 1943 року.
18 червня 1942 року почав працювати збудований за кілька місяців паливний трубопровід, прокладений дном Шліссельбурзької губи до Осиновця. Також дном озера було прокладено «кабель життя» — кілька силових електричних кабелів, якими до Ленінграда надходила електроенергія з частково відновленої Волховської ГЕС.

### Охорона траси
У серпні для охорони західного узбережжя Шліссельбурзької губи було створено 17 укріплений район з фронтом оборони близько 40 км. Охорону вантажів на перевалочних базах і складах здійснювала 23-тя дивізія військ НКВС. 4 червня 1942 року Ладозький і Свірський бригадні райони ППО були об'єднані в Ладозький дивізійний район ППО. Повітряну оборону портових потужностей західного берега забезпечували три окремих зенітно-артилерійських дивізіони й три залізничних зенітних батареї. Східний берег охороняла Кобонська зенітна артилерійська група. Для прикриття з повітря залучались сім винищувальних авіаполків. Разом за навігацію 1942 року німецька авіація здійснила 120 денних і 15 нічних нальотів на порти, бази й кораблі. Це призвело до загибелі 200 осіб, було потоплено чи сильно пошкоджено 12 самохідних і 9 несамохідних суден.
Окрім артилерійських та авіаційних бомбардувань, восени силами фінсько-італійсько-німецької флотилії була здійснена атака на водну комунікацію. Влітку на Ладозьке озеро у доповнення до фінських сил були перекинуті італійські та німецькі кораблі. Той флот здійснив масштабну операцію 22 жовтня 1942 року проти острова Сухо, що розміщувався поблизу великої траси. Проти флоту на острові Сухо містився гарнізон з 90 осіб, що мав три 100 мм артилерійських гармати і 3 кулемети. Завдяки підтримці Ладозької флотилії атаку на острів удалось відбити.

### Обсяги перевезень
|                            | травень | червень | липень | серпень | вересень | жовтень | листопад | грудень |
| доставлено вантажів тис. т | 10      | 105     | 121    | 143     | 126      | 158     | 59,4     | 7       |
| евакуйовано тис. чол.      | 4       | 99      | 229    | 100     |          |         |          |         |

## Дорога взимку 1942–1943 років
Підготовка до спорудження крижаної траси на зиму 1942–1943 років проводилась завчасно. Того разу було заплановано прокласти кригою ще й вузькоколійну залізницю. 20 грудня на трасі було відкрито рух для гужового транспорту, а 24 грудня — для автомобільного. Будівництво залізниці було розгорнуто на початку грудня. На 18 січня 1943 року було збудовано 9,3 км дороги широкої колії та 14,5 км вузькоколійки. У зв'язку з рішенням щодо будівництва у звільненому під час прориву блокади коридорі залізниці, названої у подальшому Дорогою Перемоги, роботи з будівництва залізниці через Ладогу були згорнуті. В результаті прориву блокади в середині січня 1943 року було звільнено Шліссельбург, а 20 січня відкрито рух на розгалужені крижаної дороги від островів Зеленці до Шліссельбурга. Працювала дорога через Ладозьке озеро до 30 березня 1943 року.

## Навігація 1943 року
Крижана траса припинила діяти 31 березня, а вже 2 квітня почались водні перевезення Ладогою, хоча траси цілком звільнились від льоду тільки 26 квітня. Наприкінці травня, початку червня противник провів серію масштабних бомбардувань ладозьких портів, в результаті чого було потоплено п'ять суден, а багато зазнали важких пошкоджень. У зв'язку з тим, що 1943 року значна частина вантажів пішла до Ленінграда залізницею, помітно зменшились водні перевезення. Разом у навігацію 1943 року було перевезено до Ленінграда 240 тисяч тонн вантажів і 856 м³ лісу, а також 162 тисяч осіб.
Загальна кількість вантажів, перевезених до Ленінграда Дорогою життя за весь період її дії, склала понад 1 млн 615 тисяч тонн. За той же час з міста було евакуйовано близько 1 млн 376 тисяч осіб.

## Пам'ятники

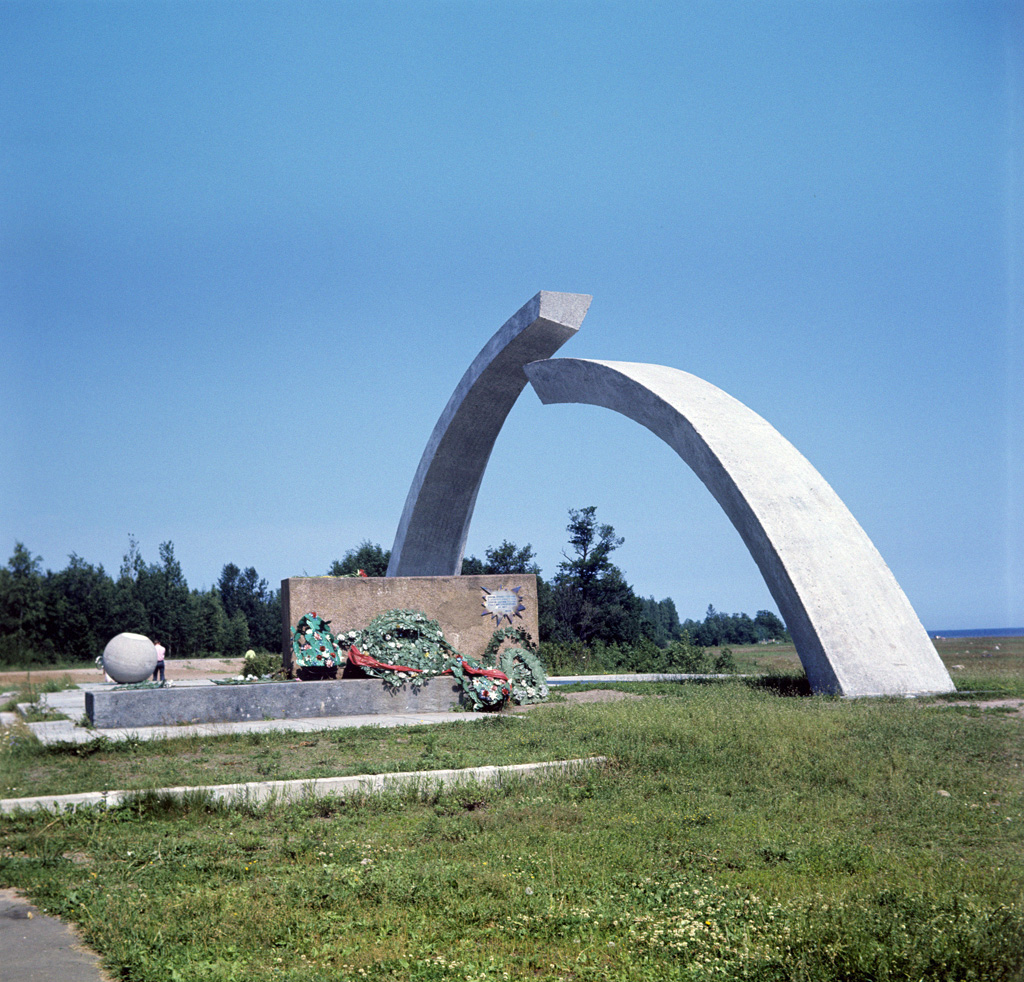
Монумент «Розірване кільце»

Шосе Санкт-Петербург — Мор'я у Всеволожському районі повторює сухопутну ділянку дороги з Ленінграда до Ладоги, уздовж нього розташовані пам'ятники присвячені Дорозі життя.
Разом на Дорозі життя встановлено 7 монументів, 46 пам'ятних стовпів уздовж шосе та 56 стовпів уздовж залізниці. Всі ці споруди входять до Зеленого поясу Слави.
- Перші сім кілометрів, якими проходили транспортні колони від станції Ржевка Ленінградом, названо «Ржевським коридором». На трасі встановлено чотири меморіальні стели (архітектор Володимир Лук'янов). Ця ділянка є природним продовженням Дороги життя містом.
- Меморіальний комплекс «Квітка Життя» на 3-му кілометрі Дороги життя, що складається монументу, встановленого 1968 року за проектом архітекторів О. Д. Левенкова, П. І. Мельникова з восьми стел (сторінки блокадного щоденника ленінградської школярки Тетянки Савичевої), встановлених 1975 року архітекторами Левенковим, Фетісовим та інженером Коман.
- Меморіальний комплекс «Румболовська гора» на 10-му кілометрі Дороги життя у Всеволожську (1967, 1975, архітектори Козлов, Полухін)
- Монумент «Катюша» на 17-му кілометрі Дороги життя біля села Корнево (1966, архітектори Левенков, Мельников, Чулкевич, конструктори Іванов та Із'юров)
- 56 пам'ятних кілометрових стовпів на залізничній лінії Фінляндський вокзал — Ладозьке Озеро (1970, архітектори Мейсель, Явейн)
- 46 пам'ятних кілометрових стовпів на шосе від станції Ржевка до Ладозького Озера, (1967, архітектор Мейсель)[63]
- Меморіальна траса «Ржевський коридор», проходить Рябовським шосе та шосе Революції — установлено 4 пам'ятні стели (1985, автор меморіалу архітектор Лук'янов)
- Пам'ятник-паровоз, що працював на Дорозі життя, встановлений на залізничній станції Ладозьке Озеро (1974, архітектор Кузнецов)
- Меморіальний комплекс «Розірване кільце» на 40-му кілометрі шосе Дороги життя, на березі Ладозького озера близько села Коккорево (монумент і зенітна гармата, 1966; архітектор Філіппов, скульптор Сімун, інженер Рибін)
- Монумент «Переправа» біля селища імені Морозова на правому березі Неви, присвячений воїнам-понтонерам (1970, архітектор Дрекслер, інженер Луцко)
- Стела «Сталевий шлях» на залізничній станції Петрофортеця, встановлена на честь героїв-залізничників, які працювали на Дорозі життя (1972, архітектори Мейсель, Явейн, скульптор Глінман), поряд — пам'ятник-паровоз (1975)
- Стела «Кобона» у селищі Кобона, присвячена Дорозі життя (1964, архітектори Мейсель, Яковлев)
- Пам'ятник-автомашина «Легендарна полуторка» на 103-му кілометрі Петрозаводського шосе, в Дусьєві біля розвилки на Войбокало (1974; архітектор Левенков, художник Фоменко)
- Стела «Войбокало» на станції Войбокало, присвячена Дорозі життя (1975; архітектор Натонін)
- На березі Фінської затоки поблизу з Малою Іжорою, пам'ятник, присвячений Малій Дорозі життя.
- На Румболовській горі (у Всеволожську, 10 км Дороги життя), бронзова скульптура в натуральну величину з написом «Пам'яті машини-солдата» — пам'ятник легендарній ГАЗ-АА, у народі -«полуторці» (2012, архітектор Ісаков)

## Галерея

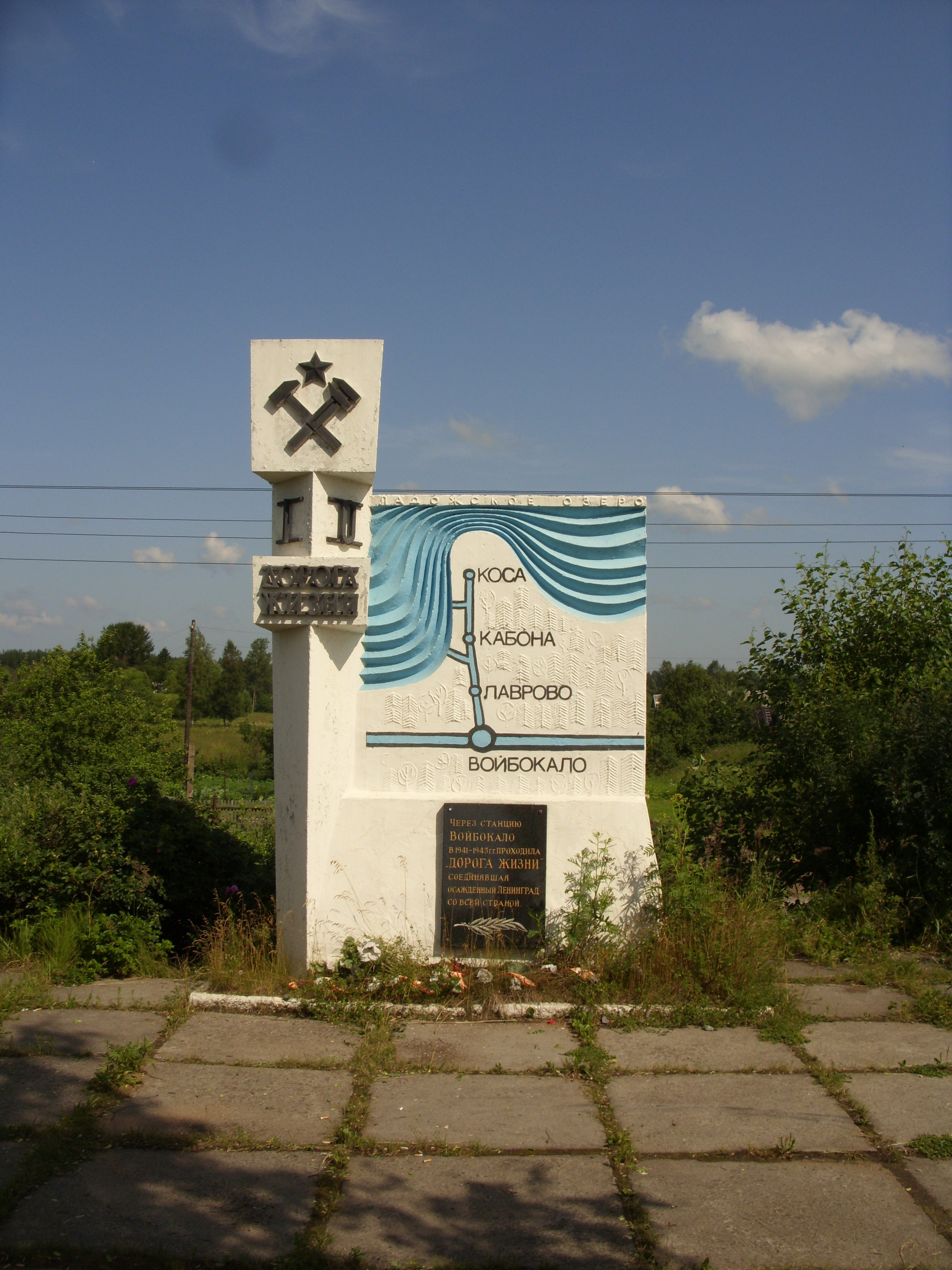
Пам’ятник у Войбокало